# Zébroïde

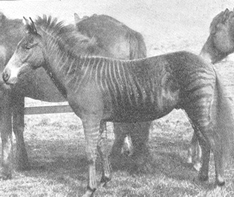
Un zébroïde en 1899, "Romulus : one year old" tirée de "The Penycuik Experiments" par J.C. Ewart

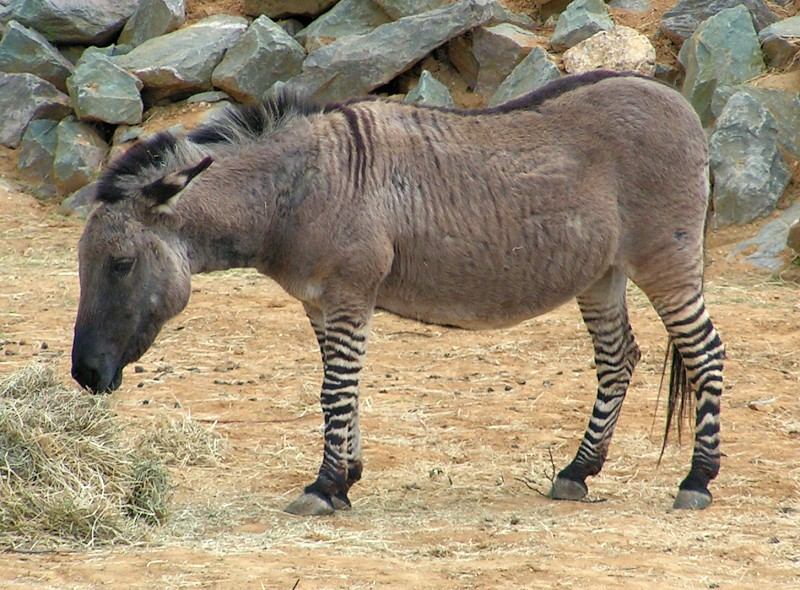
Un zèbre croisé avec un âne, un zonkey.

Un zébroïde est un équidé hybride issu d'un zèbre et d'un autre équidé. Il peut s'agir notamment du zébrule (ou zorse), croisement de cheval (ou étalon) et de zèbre, ou bien du zébrâne, croisement de zèbre et d'âne (zonkey, zebra mule, zebrule, zedonk), ou d'un croisement de zèbre et de bardot (zebra hinny ou donkra), ou du croisement entre un zèbre et un poney (zoney ou zony).